# Lunita, dame platita
"Lunita, dame platita" es el nombre de una canción originalmente creada por el dúo “Paul and Danny”, de Gabón, y posteriormente interpretada por la agrupación Maroyu, de Bolivia. 
La canción fue presentada en 1989, en el XXX Festival Internacional de la Canción de Viña del Mar, en Chile, donde obtuvo el segundo lugar en la competencia.

## Origen
Los autores de "Lunita, dame platita" son Paul Diamond y Roberto Ardizzone, oriundos de la República Gabonesa, quienes en la década de 1980 conocieron en Italia al promotor y productor musical chileno  Oscar "Lolo" Peña.
Diamond y Ardizzone crearon la letra y músicainspirados en la cábala que solía pronunciar Peña para invocar a la suerte: "lunita, dame platita".
La canción debutó en el XXX Festival Internacional de la Canción de Viña del Mar, a donde fueron invitados por Peña, quien para ese entonces era reconocido como jurado preseleccionador del Festival  Diamond y Ardizzone, interpretaron la canción como el dúo "Paul and Dany".
El dúo ganó la gaviota de plata y vendió miles de copias, además de presentarse en shows de América, Europa y África. Sin embargo, la popularidad duró poco. El  dúo regresó a Europa y no volvieron a reunirse. Diamond siguió una carrera de disc-jockey y Ardizzone a la composición hasta su muerte, en enero del 2005, por cáncer de pulmón
El tema llegó hasta Bolivia, donde la Agrupación Maroyu la adaptó al ritmo de cumbia y modificó parte de la letra original en italiano, al español, sin alterar la melodía.
El tema es uno de los más solicitados para su interpretación por el grupo cumbiero.

## Intérpretes
"Lunita, dame platita" ha sido interpretada por otros artistas, además de la Agrupación Maroyu. Algunos son:
- Adrián y los dados negros, 1990
- Diego Verdaguer, 1991